# Ядерный научно-исследовательский центр в Йонбёне
Ядерный научно-исследовательский центр в Йонбёне (Нёнбёне) — крупнейший ядерный объект КНДР, управляющий первым ядерным реактором. Расположен в Йонбёне (провинция Пхёнан-Пукто).
Основан в 1964 году при содействии СССР.
В 1965 году введен в действие советский ядерный реактор ИРТ-2000 мощностью 2 мегаватта.
16 апреля 2009 года инспекторы МАГАТЭ из этого центра были выдворены из страны.

## Информация об энергоблоках
| Энергоблок | Тип реакторов | Мощность | Мощность | Начало строительства        | Подключение к сети | Ввод в эксплуатацию | Закрытие   |
| Энергоблок | Тип реакторов | Чистый   | Брутто   | Начало строительства        | Подключение к сети | Ввод в эксплуатацию | Закрытие   |
| ---------- | ------------- | -------- | -------- | --------------------------- | ------------------ | ------------------- | ---------- |
| нет блока  | ИРТ-2000      | 2 МВт    | 2 МВт    | под вопросом. Возможно 1963 | 1965               | неизвестно          | неизвестно |
| нет блока  | ГГР (Магнокс) | 5 МВт    | 5 МВт    | 1979/1980                   | 14.08.1985         | 1986                | 2007       |